# Adolf Gaudy
Adolf Gaudy (* 7. Juli 1872 in Rapperswil; † 13. Januar 1956 in Rorschach) war ein Schweizer Architekt, der vor allem durch seine Kirchenbauten berühmt wurde.

## Leben
Gaudy, der aus einer aus Hochsavoyen gekommenen, 1784 in Rapperswil eingebürgerten Familie stammte, war früh verwaist. Seine Mutter heiratete 1879 den beim Bau der Seedammbahn tätigen hessischen Eisenbahningenieur Georg Fransiscus, mit dem die Familie über Rüti und Zabern im Elsass nach Darmstadt zog und sich dort niederliess. Nach dem Abitur in Darmstadt studierte Gaudy 1892 bis 1895 Architektur an der ETH Zürich. Nach Arbeits- und Studienaufenthalten in Paris und Berlin sowie Reisen nach Russland (Stationen Königsberg, St. Petersburg und Moskau) und in die Niederlande war er ab 1898 zurück in Rapperswil, wo er sich für sechs Jahre mit dem dreizehn Jahre älteren Emanuel Walcher-Gaudy (1859–1929) assoziierte. 1898 war der offenbar begabte Zeichner auch Assistent für Kompositionslehre bei seinem Hochschullehrer Alfred Friedrich Bluntschli.
1904 gründete er in Rorschach sein eigenes Büro, 1935 folgte ein Zweigbüro in Luzern. Ein Hauptanliegen Gaudys war die Verwirklichung einer Schifffahrtsverbindung Basel–Bodensee, als Mitgründer des Ostschweizer Schiffahrtsverband beschäftigte ihn diese Idee ein Leben lang. Langjähriger Präsident des Kunstvereins Rorschach, war Gaudy Pionier der Denkmalinventarisation im Kanton St. Gallen. Die beiden Denkmalschutzbände über Graubünden (1921) und die beiden Appenzell, St. Gallen und Thurgau (1923) sind denn auch Grundlage seiner Promotion, die er von der Universität Freiburg 1923 erhielt.
Über einhundert Kirchen erbaute er entweder neu oder sanierte sie. Dabei trug er den Historismus ins 20. Jahrhundert hinüber, wobei seine Kirchenbauten nach der Jahrhundertwende vom Publikum gefeiert und von der Fachpresse Anerkennung fanden. Nach dem Ersten Weltkrieg öffnete er sich vorsichtig dem neuen Bauen und plante zusammen mit seinen beiden Söhnen aus erster Ehe, dem früh verstorbenen Adolf (1903–1936), und Carl Paul (1906–1986) weitere grosse Kirchenbauten.
Daneben entstanden aber in einem überaus umfangreichen Werk auch eine Vielzahl Schulen, Feuerwehrhäuser, Postgebäude, Hotels, Banken und Fabrikgebäude und Privathäuser, Villen wie Miethäuser. Singulär als Bauaufgabe ist für ihn die Siedlung  Berghalde sowie ein Spital in Rorschach.
Auch sein Sohn aus zweiter Ehe, Gianpeter Gaudy (1919–1995), wurde ein bekannter Architekt.

## Werke (Auswahl)

Beispiele der Bauten
St. Mauritius, Zermatt, 1910–14
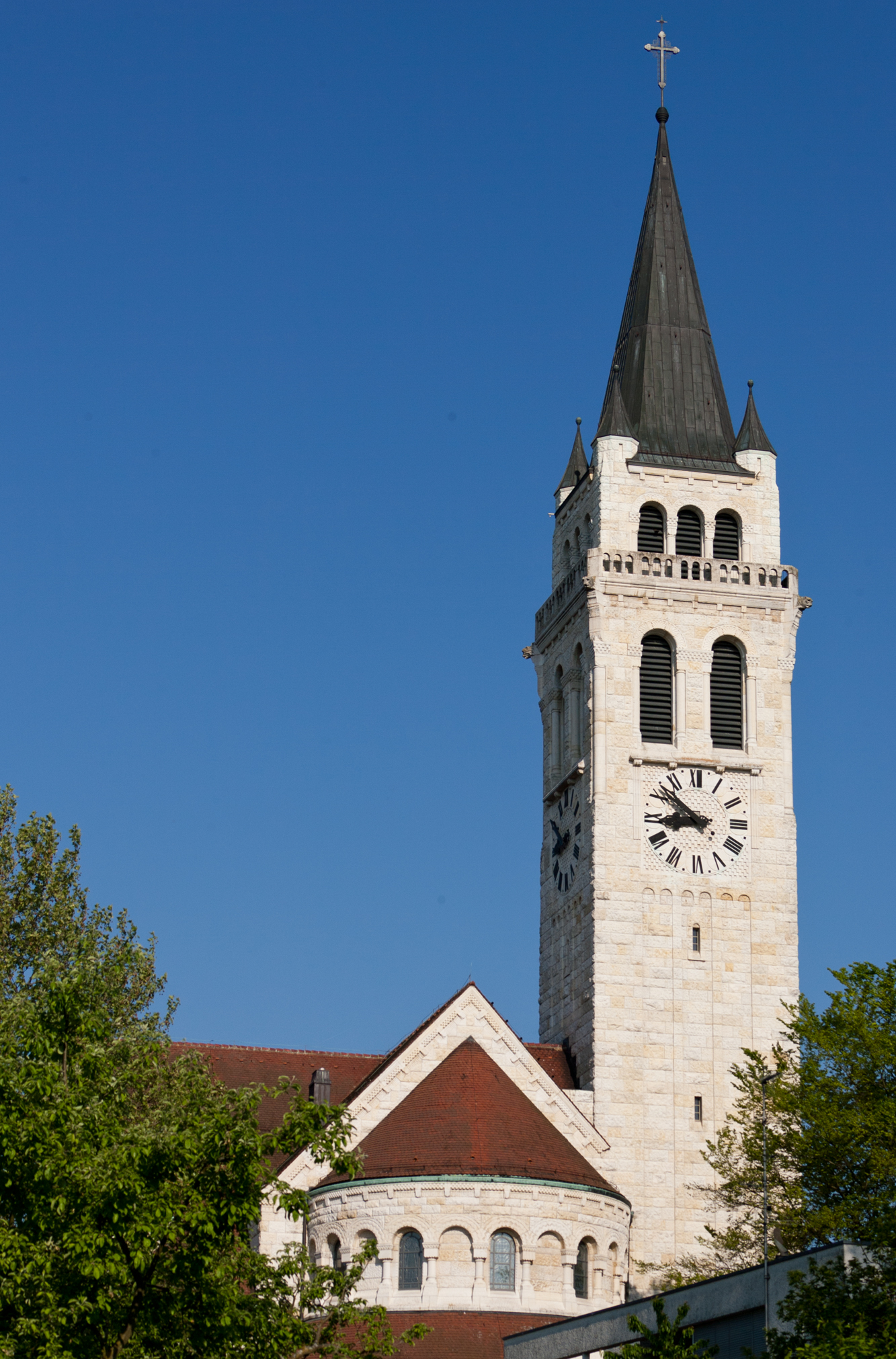
St. Johannes der Täufer, Romanshorn 1912
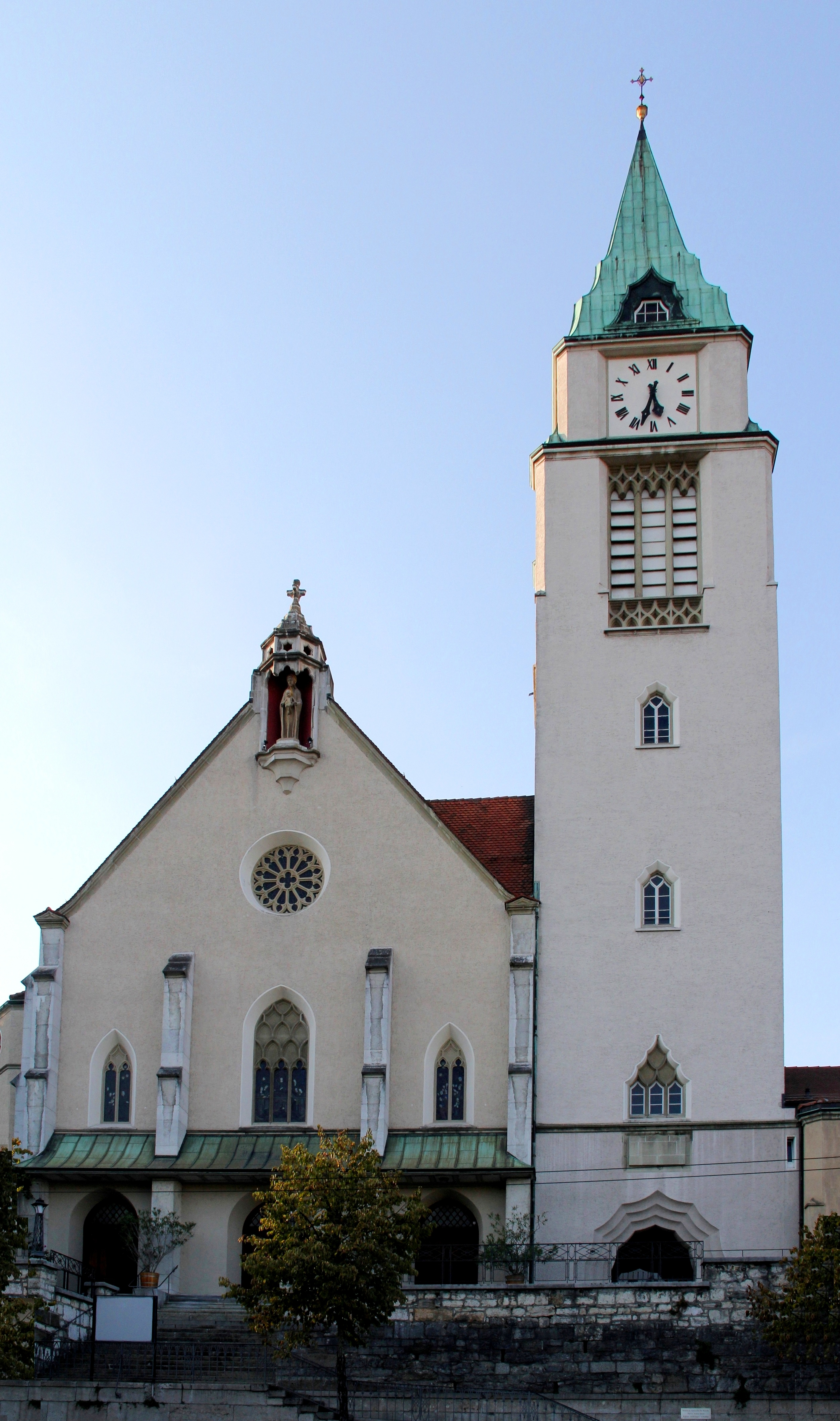
Marienkirche Biel, 1927–1929
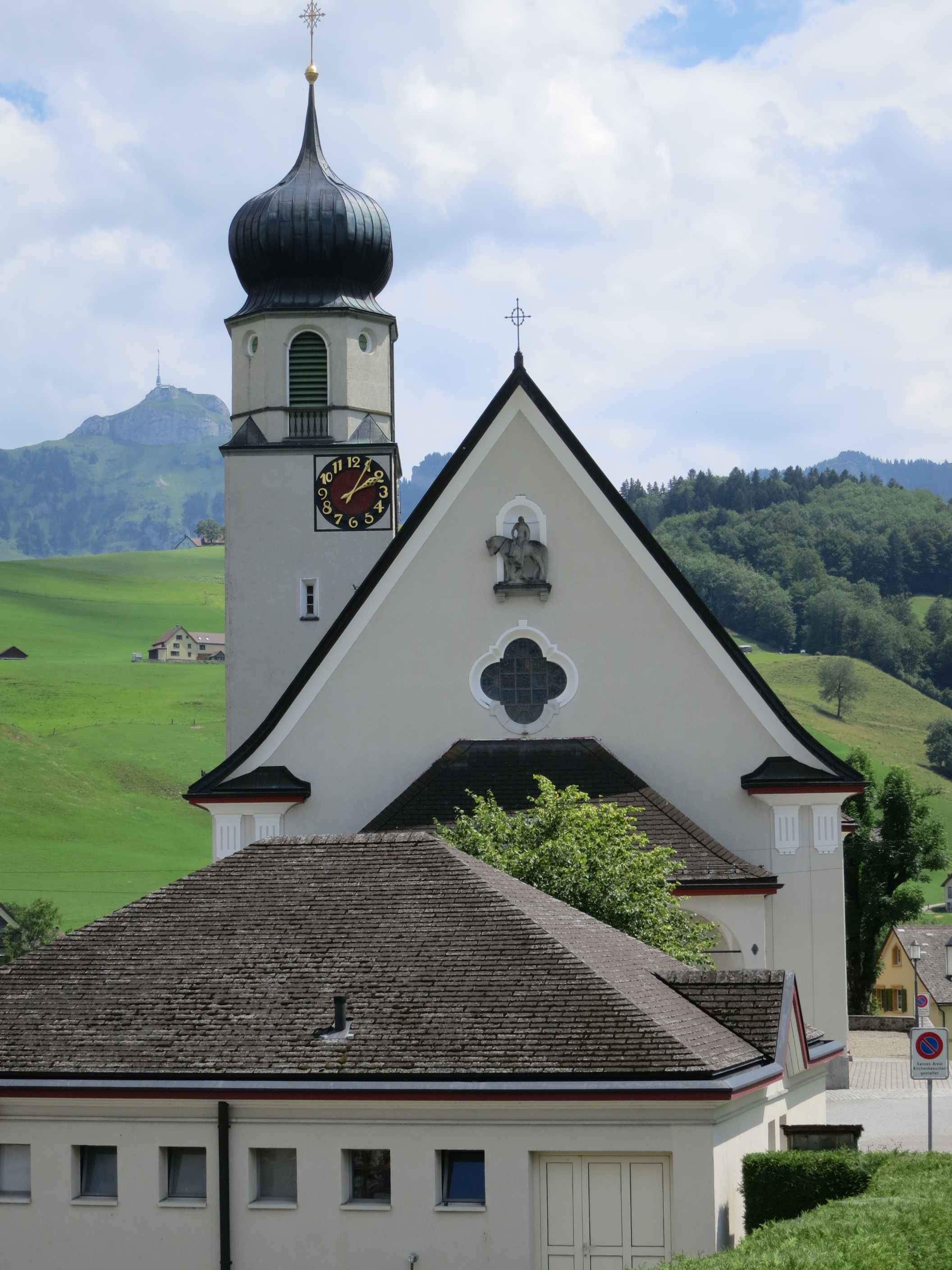
St. Martin, Schwende, 1929
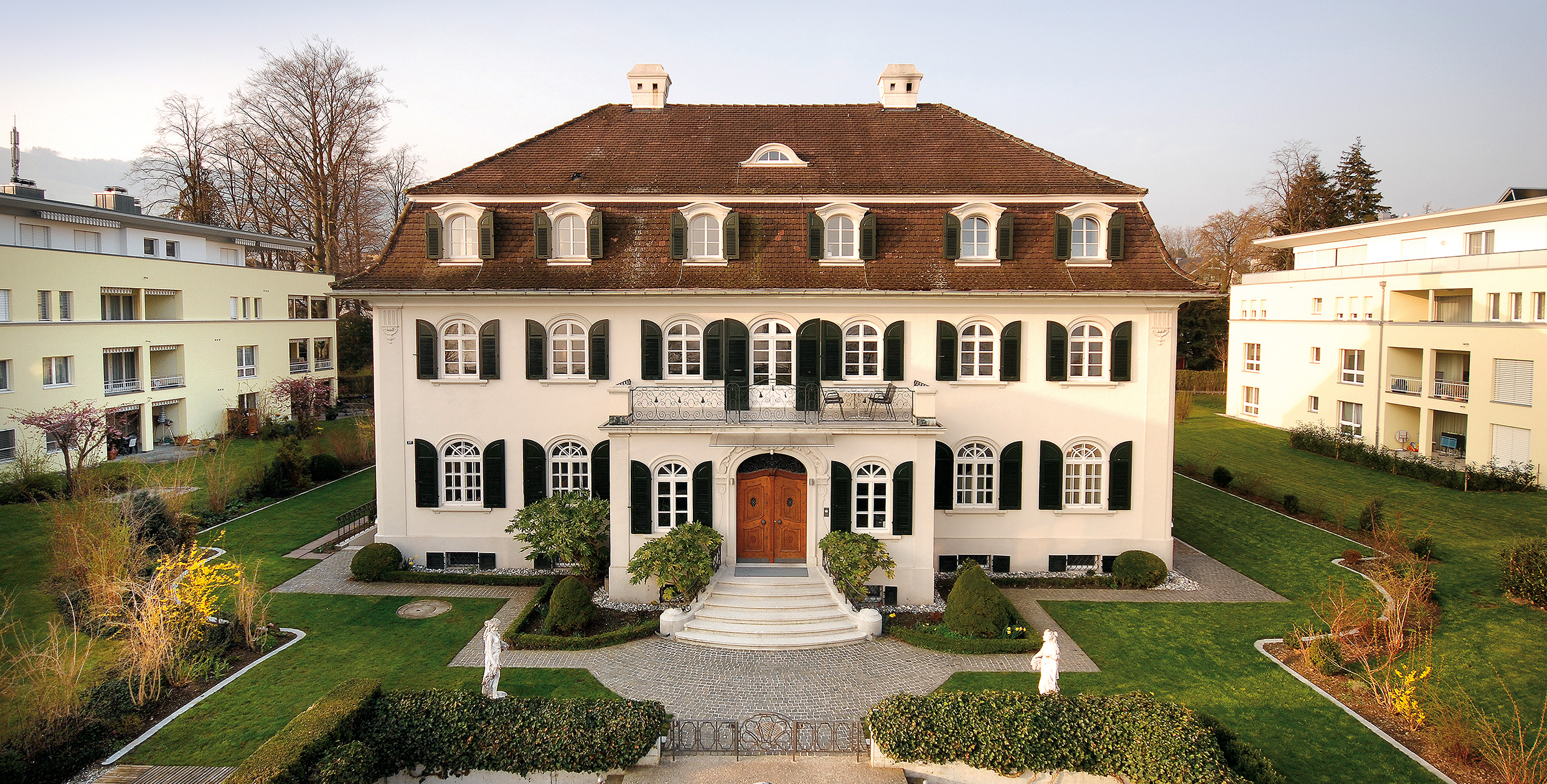
Villa Lindenhof, Rorschach 1925–1926

Kirchliche Bauten
- St. Nikolaus, Katholische Kirche, Brugg 1905–09 (Renovation)
- Maria-Lourdes, Katholische Kirche, Ried-Mörel 1909–11
- St. Peter, Katholische Kirche, Grengiols 1909–10 (Umbau)
- St. Nikolaus, Katholische Kirche, Altstätten 1909–10 (Aussenrenovation)
- Damenstift zum Heiligen Kreuz, Schänis 1910–11 (Umbau)
- St-Gallusstift, (heute Vorarlberger Landesbibliothek), Bregenz 1910–11 (Umbau)
- Maria vom Guten Rat, Bristen 1911
- St. Johannes der Täufer, Katholische Kirche, Romanshorn 1912
- St. Mauritius, Katholische Kirche, Zermatt 1910–14
- St. Magnus, Katholische Kirche, Rieden 1912–14
- St. Joseph, Katholische Kirche, Winterthur-Töss 1913–14
- Zentralfriedhof Rorschacherberg Rorschach, ca. 1910–14
- St. Maria Neudorf, Katholische Kirche, St. Gallen-Neudorf ca. 1910–14
- Heilige Familie, Katholische Kirche, Richterswil 1914
- Pfarrei Gerliswil, Katholische Kirche, Emmen 1914
- St. Peter und Paul, Katholische Kirche, Mels 1921–23 (Renovation)
- St. Michael, Katholische Kirche, Gams 1921–23 (Renovation)
- St. Agatha, Katholische Kirche, Dietikon 1924–27
- St. Anna, Katholische Kapelle, Gurtnellen-Wiler 1924–26
- St. Joseph in Gurtnellen-Wiler 1924–1926
- St. Maria, Katholische Kirche, Biel 1927–1929
- St. Martin, Katholische Kirche, Schwende 1929
- St. Joseph, Katholische Kapelle, Friedlisberg, 1933–34
- St. Mauritius, Katholische Kirche, Berg TG, 1935–37
- Bruder Klaus, Katholische Kirche mit Pfarrhaus, Gachnang, zusammen mit Paul Gaudy, 1952[2]
- Pfarrkirche, Thun, zusammen mit Paul Gaudy, 1952–53
- Pfarrkirche Geuensee Kt. Luzern 1935–36

Weltliche Bauten
- Toggenburger Bank, Filiale Rorschach in Rorschach 1906
- Stickereifabrik Zürn in Rorschach 1920
- Villa Lindenhof in Rorschach 1925–1926[3]